# Töltéstava
Töltéstava è un comune di 1 906 abitanti situato nella contea di Győr-Moson-Sopron, nell'Ungheria nordoccidentale.